# Forcipomyia microtoma
Forcipomyia microtoma är en tvåvingeart som först beskrevs av Jean-Jacques Kieffer 1917.  Forcipomyia microtoma ingår i släktet Forcipomyia och familjen svidknott.
Artens utbredningsområde är Paraguay. Inga underarter finns listade i Catalogue of Life.